# Myrmarachne prognatha
Myrmarachne prognatha är en spindelart som först beskrevs av Tord Tamerlan Teodor Thorell 1887.  Myrmarachne prognatha ingår i släktet Myrmarachne och familjen hoppspindlar. Inga underarter finns listade i Catalogue of Life.